# Chubutiana
Chubutiana là một chi bướm đêm thuộc họ Noctuidae.